# Пушкино (Астраханская область)
Пушкино — посёлок в Красноярском районе Астраханской области России. Входит в состав Ватаженского сельсовета.

## География
Посёлок находится в юго-восточной части Астраханской области, в дельте реки Волги, на левом берегу протоки Теплая. На севере примыкает к селу Кривой Бузан.
Абсолютная высота 21 метр ниже уровня моря.
Уличная сеть
Состоит из 4 улиц: ул. Заречная, ул. Мира, ул. Молодежная, ул. Новая.
Климат
Умеренный, резко континентальный. Характеризуется высокими температурами летом и низкими — зимой, малым количеством осадков, а также большими годовыми и летними суточными амплитудами температуры воздуха.

## Население
| 2002 | 2010 |
| ---- | ---- |
| 337  | ↘329 |

Национальный и гендерный состав
По данным Всероссийской переписи, в 2010 году численность населения посёлка составляла 329 человек (155 мужчин и 174 женщины, 47,1 и 52,9 %% соответственно).
Согласно результатам переписи 2002 года, в национальной структуре населения казахи составляли 100 % из 337	жителей.
| Национальность | Численность (2010) | Процент |
| -------------- | ------------------ | ------- |
| Казахи         | 288                | 88,1%   |
| Русские        | 3                  | 0,9%    |
| Не указана     | 36                 | 11%     |
| Всего          | 327                | 100%    |

## Транспорт
Выезд через село Кривой Бузан на автодорогу федерального значения 12А-235 Астрахань — граница с Республикой Казахстан